# Żychałki
Żychałki (biał. Жыгалкі, Żyhałki; ros. Жигалки, Żygałki) – wieś na Białorusi, w obwodzie mińskim, w rejonie stołpeckim, w sielsowiecie Mikołajewszczyzna.

## Historia
W XIX i w początkach XX w. położone były w Rosji, w guberni mińskiej, w powiecie słuckim, w gminie Howiezna. Należały do Radziwiłłów.
W dwudziestoleciu międzywojennym wieś i leśniczówka leżące w Polsce, w województwie nowogródzkim, w powiecie nieświeskim, w gminie Howiezna. W 1921 miejscowość liczyła 374 mieszkańców, zamieszkałych w 68 budynkach, wyłącznie Polaków. 368 mieszkańców było wyznania prawosławnego, 5 rzymskokatolickiego i 1 mojżeszowego.
Po II wojnie światowej w granicach Związku Sowieckiego. Od 1991 w niepodległej Białorusi.